# 孫子良
孫子良（？—？），浙江杭州府海寧縣人，明朝政治人物。

## 生平
永樂二年（1404年）中式甲申科二甲第三十七名進士。選翰林院庶吉士，參與修纂《永樂大典》，書成後擢兵部武選司郎中。洪熙元年（1425年），任交趾參議，累升至山東參政。正統年間致仕。存有《螺城集》。